# Кари Елуис
Айвън Саймън Кари Елуис (на английски: Ivan Simon Cary Elwes) е английски актьор.

## Биография
Неговите родители се развеждат, когато е на 4 години, а по-късно, през 1974 г., баща му се самоубива. Елуис се мести да учи и живее в САЩ през 1981 г. Дебютът му в киното е през 1984 г. През 1996 г. дебютира в телевизията. Става известен с класиката „Принцесата булка“ и по-късно с „Убийствен пъзел“. Той участва и в „Дни на грохот“, „Новогодишна нощ“ и други.
През 2000 г. се жени за Лиса Мари Кърбикоф. Двамата имат една дъщеря, родена 2007 г.

## Избрана филмография
| Година | Филм                         | Оригинално заглавие       | Роля                     | Режисьор            |
| ------ | ---------------------------- | ------------------------- | ------------------------ | ------------------- |
| 1987   | Лейди Джейн                  | Lady Jane                 | Лорд Гилдфорд Дъдли      | Тревор Нън          |
| 1987   | Принцесата булка             | The Princess Bride        | Уесли                    | Роб Райнър          |
| 1990   | Дни на грохот                | Days of Thunder           | Ръс Уилър                | Тони Скот           |
| 1991   | Смотаняци                    | Hot Shots!                | лейтенант Кент Грегъри   | Джим Ейбрахамс      |
| 1992   | Дракула                      | Bram Stoker's Dracula     | Лорд Артър Холмууд       | Франсис Форд Копола |
| 1993   | Робин Худ: Мъже в чорапогащи | Robin Hood: Men in Tights | Робин Худ                | Мел Брукс           |
| 1997   | Целуни момичетата            | Kiss the girls            | Детектив Ръскин/Казанова | Гари Фледър         |
| 1997   | Лъжльото                     | Liar Liar                 | Джери                    | Том Шедиак          |
| 2004   | Убийствен пъзел              | Saw                       | доктор Лоурънс Гордън    | Джеймс Уан          |
| 2010   | Убийствен пъзел 7            | Saw 3D                    | доктор Лоурънс Гордън    | Кевин Грутърт       |